# Делай как я
«Делай как я» — песня Богдана Титомира на стихи Германа Витке и музыку композитора Александра Иванова. Написана летом 1991 года. Впервые была выпущена на сборнике студии «Гала» «Мегамикс '91» в сентябре 1991 года, позже появилась на сборнике студии «Союз» «Союз-4. Танцуй в темноте '91» в конце 1991 года. Полная версия песни вышла на дебютном альбоме исполнителя, «Высокая энергия» (1992).
С этой песни началась популярность исполнителя, и она же стала его «визитной карточкой». Фраза из песни «Эй, приятель, посмотри на меня. Делай как я!» в то время воспринималась как девиз нового поколения.

## Создание
В 1991 году Титомир покинул «Кар-мэн» с целью сделать сольную карьеру. Летом 1991 года на студии Gala Records в ДК «Автомобилист» он познакомился с Германом Витке, который написал для него текст песни «Делай как я» и подсказал, в какую музыкальную сторону ориентироваться. Витке показал ему два клипа MC Hammer'а, после просмотра которых Титомир загорелся идеей сделать нечто похожее. Музыку к этой песне, а также ко всем остальным песням с дебютного альбома, сделал Александр Иванов. После записи песни Титомир обратился к продюсеру Сергею Лисовскому с целью получить бюджет на свой проект «High Energy».
Герман Витке: Я текст «Делай как я» писал прямо в студии. Честно говоря, на пустом пакете из-под молока. Или из-под кефира. Богдан почитал стихи и сказал: «Мне нужно именно это». Думаю, Богдан понимал, что эта песня позволит ему занять отдельную нишу. Ему всё с самого начала понравилось, мы даже не переделывали практически ничего. И вместе сделали первый альбом «Высокая энергия». Там порядка пяти-шести песен моих: «Секс-машина», «Кайф», «Делай как я», сейчас уже всего и не упомнишь.

## Создание видеоклипа
Видеоклип на песню «Делай, как я» был снят за одну ночь 24 августа 1991 года, через два дня после путча, в ТЭЦ «Трёхгорной мануфактуры» на Краснопресненской набережной в Москве. Клип снимала компания Red Video, которая годом ранее сняла видеоклип на песню «Лондон, гудбай» для «Кар-мэн», а годом позже «Секс без перерыва» для группы «Мальчишник». По словам режиссёра Михаила Хлебородова, Титомир приехал на съёмки на мотоцикле, который он одолжил у байкеров из клуба «Ночные волки», взамен предложив им участие в съёмках. Около ста мотоциклов приехало на завод под утро, когда плёнка уже закончилась. Тем не менее оператор Михаил Мукасей снимал их без плёнки, ничего не сказав владельцам байков.

## Ротация, популярность, каверы
Песня быстро стала ультрапопулярной, не раз попадала в вершины хит-парадов; канал 2x2 крутил клип на неё по нескольку раз в день в лучшее время.
В 1997 год журнал «ОМ» назвал песню «Делай как я» высшим достижением в карьере артиста.
По данным интернет-проекта Moskva.FM, песня «Делай как я» является самым популярным треком Богдана Титомира на радио, который за семь лет с 2008 по 2015 год прослушали 168 тысяч раз.
В 2007 и 2008 годах на Украине было снято два новых клипа на песню.
В 2011 году Титомир выступал с песней на юбилее «Песни года».
В 2013 году Ева Польна выступила с этой песней в образе Богдана Титомира на шоу «Один в один!»; исполнение было одобрено самим Титомиром и жюри, хотя члены жюри Казарновская и Хазанов и отозвались о прототипе нелестно.
В 2020 году Титомир представил новую версию песни «Делай как я» совместно с Кариной Кокс, выступив с ней как участник телешоу «Суперстар! Возвращение» на «НТВ».
В 2022 году Ваня Чебанов представил свою версию этой песни в образе Бутона на шоу «Фантастика», где он спел про членов жюри (а именно, про Дарью Мороз, Александру Ребенок, Дмитрия Красилова (Пухляша) и Телика).